# Шебастовце
Шебастовце (словац. Šebastovce) — міська частина, громада округу Кошиці IV, Кошицький край. Кадастрова площа громади — 5.1 км².
Населення 758 осіб (станом на 31 грудня 2020 року).

## Історія
Шебастовце згадується 1248 року.